# Steenvoorde (buitenplaats)

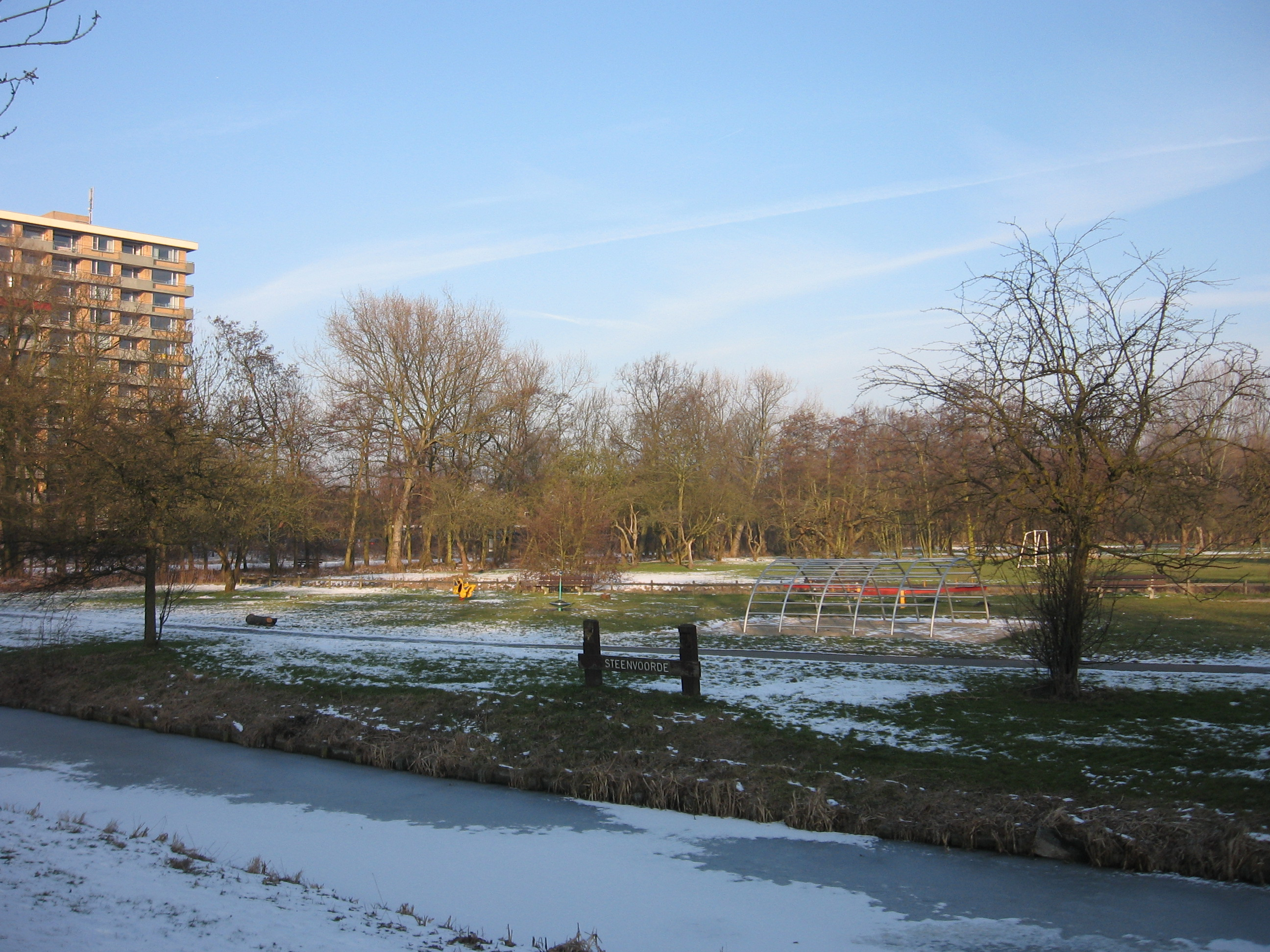
Het steenvoordepark in 2009

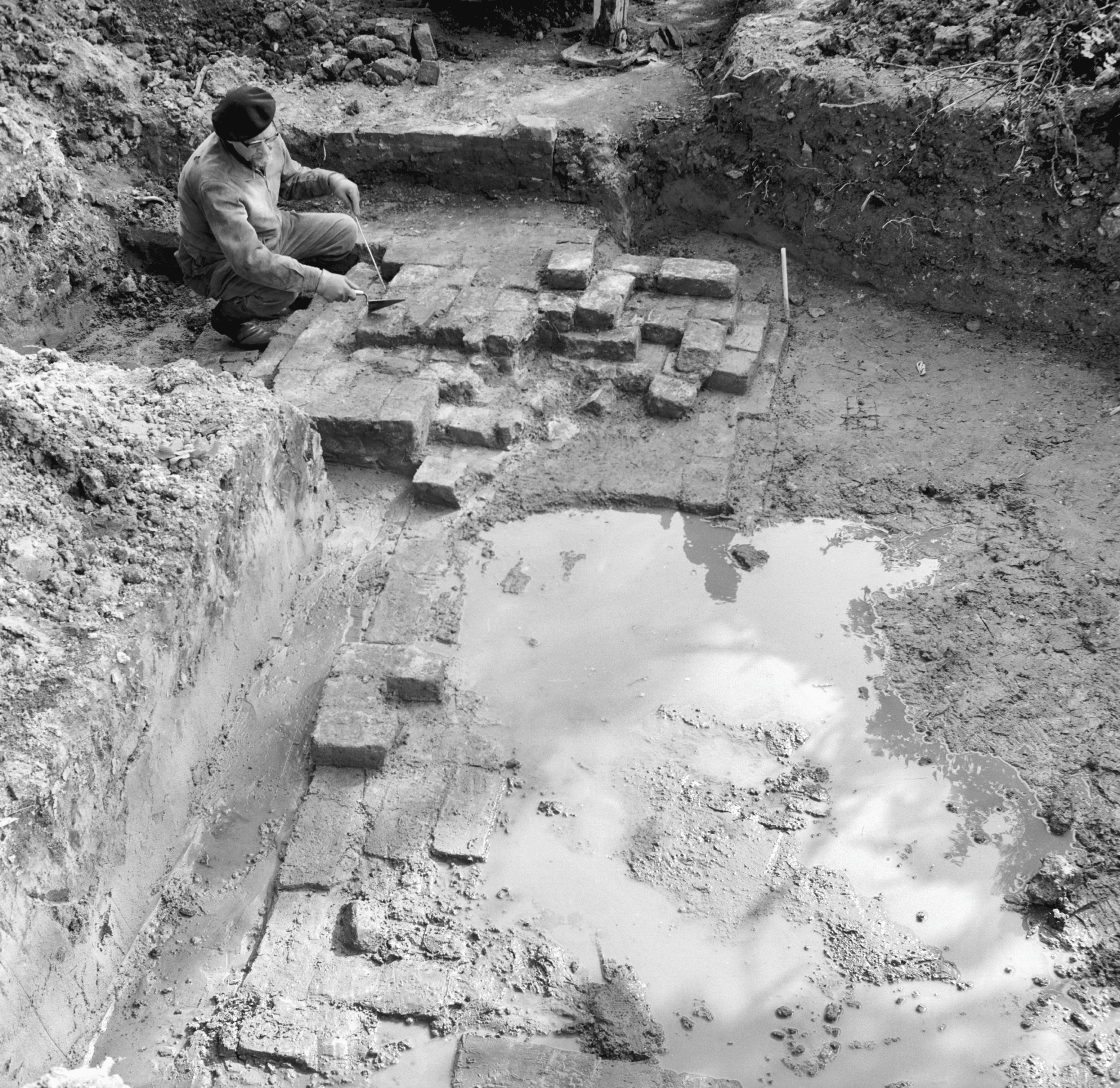
Restanten van Huis Steenvoorde bij opgraafwerkzaamheden in 1964

Steenvoorde is een landgoed in de Nederlandse plaats Rijswijk (Zuid-Holland), genoemd naar een middeleeuws kasteel dat zijn naam vermoedelijk dankt aan zijn ligging bij een voorde, een doorwaadbare plaats. Het maakt deel uit van De Voorden, een landgoed dat uit drie aaneengesloten buitenplaatsen bestaat: Steenvoorde,  Overvoorde en De Voorde.
Hoewel een steenvoorde een doorwaadbare plaats met een harde bodem is, wijst het woord steen hier op een stenen huis of kasteel. Dat huis, op een grondstuk van 60 morgen land, bestond al in 1289 en werd toen bewoond door de seculiere kanunnik Gerard van Leyden, secretaris van graaf Floris V. In 1289 liet hij het huis na aan zijn zoon, ridder Jan van Steenvoorde. Het slot werd waarschijnlijk tijdens de Hoekse en Kabeljauwse twisten afgebroken, maar later weer opgebouwd. Het bleef in het bezit van het geslacht Steenvoorde totdat het in 1483 verkocht werd aan Brunninck (Bruning) van Boshuijsen, compleet met 66 morgen land en toebehoren.
Tot 1568 werd het kasteel in leen uitgegeven door de graven van Holland. Aan het begin van de Tachtigjarige Oorlog werd het opnieuw afgebroken. Vervolgens (nog voor 1580) werd er een hofstede gebouwd, die in 1778 werd afgebroken. In de 17e eeuw ontstond er nabij de hofstede een buitenplaats met dezelfde naam, die in de loop van de tijd in het bezit was van verschillende eigenaren. Op de kaart van Delfland van Samuel Cruquius uit 1712 staat Steenvoorde in twee percelen afgebeeld. Een perceel (met het landhuis) lag aan de noordzijde van de van Vredenburchweg (toen Zandweg), dit perceel staat vanaf de 19e eeuw bekend als Nieuwvoorde. Een tweede perceel met de naam Steenvoorde lag aan de zuidkant van de Zandweg, in het huidige Steenvoordepark. In 1802 kwam Steenvoorde in handen van Jacob van Vredenburch, de eigenaar van Overvoorde. Een van diens nakomelingen liet de buitenplaats in 1887 afbreken. 
In Rijswijk herinneren de volgende namen aan de buitenplaats. De woonwijken Steenvoorde-Noord en Steenvoorde-Zuid, gebouwd in de tweede helft van de twintigste eeuw; de Steenvoordelaan en het Steenvoordepark. 

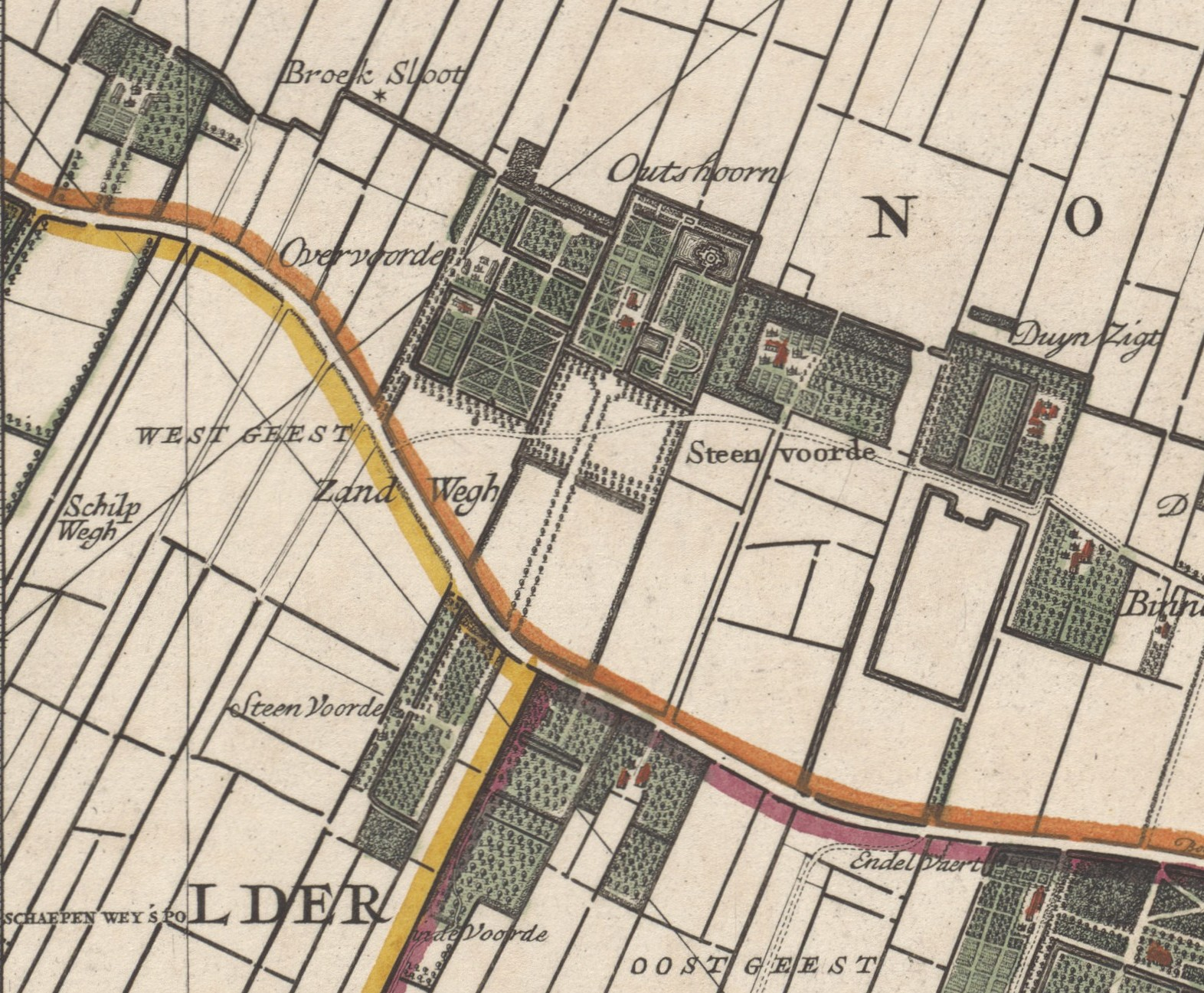
Kaart van Rijswijk in 1712

Abbenbroek · Abspoel · Adegeest · Slot Alkemade ·  Altena · Arkelsburg · Bellesteyn · Huis ten Berghe · Binckhorst · Binnenhof · Blijdestein · Te Blotinghe · Boekenburg · Boekhorst · Boshuysen · Bulgersteyn · Burcht (Leiden) · Burcht (Voorne) · Slot Capelle · Coebel · Cranenburg · Crayestein · Cronesteyn · Crooswijk · Develstein · 't Huys Dever · Dirks Steenhuis · Ter Does · Duivenstein · Duivenvoorde · Endegeest · Endepoel · Foreest · Giessenburg · Gravensteen · Groot Haesebroek · 's Heeraartsberg · Hof van Wateringen · Holy · Slot Honingen · Kasteel van de Heren van Arkel · Kasteel van Gouda · Keenenburg · Kasteel Keukenhof · Klein Poelgeest · Huis te Langerak · Langestein · Huis te Liesveld · Ter Lips · De Loo · Madeburcht · Marenburch · Meerburg · Huis te Merwede · Huis ter Mey · Kasteel van der Meye · Niemandsvriend · Noordeloos · Oud-Berendrecht · Oud-Poelgeest · Oud Teylingen · Paddenpoel · Persijn · Groot Poelgeest · Hof van Putten · Puttensteyn · Landgoed De Raephorst · Kasteel Ravesteyn · Kasteel van Rhoon · Rijnegom · Rijnenburg · Huis te Riviere · Rodenburg · Hofstad Rodenrijs · Rodenrijs · Rosenburgh · Huis Roucoop · Santhorst · Schelluinderberg · Schonenburg · Kasteel van Schoonhoven · Souburgh · Spangen · Starrenburg · Huis ter Specke · Steenvoorde · Stenevelt · Slot Teylingen · Den Toll · Torenvliet · Slot Valckesteyn · Huis ter Waard · Warmont · Ter Weer · Hof van Wena · Kasteel Westerbeek · Huis te Woude · Kasteel van IJsselmonde · 't Zand · Huis Zevender · Kasteel aan de Zevender · Zijlhof · Zonneveld · Huis Zuidwijk · Zwieten